# Sphaerius ovensensis
Sphaerius ovensensis is een keversoort uit de familie oeverkogeltjes (Sphaeriusidae). De wetenschappelijke naam van de soort werd in 1954 gepubliceerd door Charles Oke.